# 倭什琿布
倭什琿布（1797年—1866年），薩克達氏，鑲紅旗滿洲人，清朝政治人物。
道光5年乙酉科中式繙譯舉人，道光六年，登丙戌科繙譯進士，授盛京戶部主事。道光十二年，升任戶部主事。道光十七年，晋升戶部員外郎。道光二十七年，任湖廣道監察御史；次年改吏科給事中。道光二十九年，授通政使司參議兼公中佐領。咸豐二年，任頭等侍衛、阿克蘇辦事大臣。咸豐四年，以鑲白旗漢軍副都統銜，任喀什噶爾領隊大臣。咸豐五年，任烏魯木齊都統。咸豐八年，任寧夏將軍。咸豐十年，署鑲白旗滿洲都統，改理藩院尚書。同年改正藍旗蒙古都統，管理正藍旗新舊營房。同年再改正白旗蒙古都統、兼署禮部尚書、理藩院尚書。咸豐十一年，署正紅旗漢軍都統。同治元年，任弘德殿行走、武殿試校射大臣。同治二年，署正藍旗滿洲都統。同治四年，署鑲藍旗滿洲都統、正白旗蒙古都統。同治五年，任漢軍中書閱卷大臣、崇文門副監督，加太子少保。